# Gnopharmia cocandaria
Gnopharmia cocandaria là một loài bướm đêm trong họ Geometridae.